# 고흥로
고흥로(Goheung-ro)는 전라남도 고흥군 도양읍 용정리 상유삼거리와 동강면 한천리 고흥 나들목을 잇는 전라남도의 도로이다. 과거 전 구간 국도 제15호선과 국도 제27호선에 속했지만 우주항공로가 개설되면서 국도 지정에서 해제되었다.

## 연혁
- 2009년 7월 9일 : 고흥로로 명명

## 주요 경유지
전라남도
- 고흥군 (도양읍 · 도덕면 · 풍양면 · 고흥읍 · 두원면 · 점암면 · 과역면 · 남양면 · 동강면)

## 노선
| 이름                       | 접속 노선 | 소재지 | 소재지 | 비고                  |
| -------------------------- | --- | ------ | ------ | --------------------- |
| 상유삼거리                 | 국도 제27호선 국도 제77호선 (우주항공로)                                                                     | 고흥군 | 도양읍 |                       |
| 관리삼거리                 | 관리신흥길                                                                                                   | 고흥군 | 도양읍 |                       |
| 도촌 교차로                | 국도 제27호선 국도 제77호선 (우주항공로) 도촌길                                                              | 고흥군 | 도덕면 |                       |
| 학동삼거리                 | 고흥만로 | 고흥군 | 도덕면 |                       |
| 도덕면신양 교차로          | 오마로 | 고흥군 | 도덕면 |                       |
| 도덕 교차로                | 국도 제27호선 국도 제77호선 (우주항공로)                                                                     | 고흥군 | 도덕면 |                       |
| 문관삼거리                 | 공호길 | 고흥군 | 풍양면 |                       |
| 당두삼거리                 | 공호길 | 고흥군 | 풍양면 |                       |
| 한서삼거리                 | 유자로 | 고흥군 | 풍양면 |                       |
| 죽시교                     | | 고흥군 | 풍양면 |                       |
| 죽시사거리                 | 풍양로 호산로                                                                                                | 고흥군 | 풍양면 |                       |
| 하림삼거리                 | 지방도 제851호선 (풍남로) 하림길                                                                             | 고흥군 | 풍양면 | 지방도 제851호선 구간 |
| 상림 교차로                | 국도 제27호선 국도 제77호선 (우주항공로)                                                                     | 고흥군 | 풍양면 | 지방도 제851호선 구간 |
| 등암교                     | | 고흥군 | 고흥읍 | 지방도 제851호선 구간 |
| 등암 교차로                | 국도 제27호선 국도 제77호선 (우주항공로)                                                                     | 고흥군 | 고흥읍 | 지방도 제851호선 구간 |
| 등암삼거리                 | 백련장전길 장전신전길                                                                                        | 고흥군 | 고흥읍 | 지방도 제851호선 구간 |
| (회전 교차로)              | 봉계2길 | 고흥군 | 고흥읍 | 지방도 제851호선 구간 |
| 고흥군법원                 | 터미널길 | 고흥군 | 고흥읍 | 지방도 제851호선 구간 |
| (파리바게뜨 앞 회전교차로) | 봉황길 | 고흥군 | 고흥읍 | 지방도 제851호선 구간 |
| (제일약국 앞 회전교차로)   | 봉동주공길                                                                                                   | 고흥군 | 고흥읍 | 지방도 제851호선 구간 |
| 봉황2교                    | | 고흥군 | 고흥읍 | 지방도 제851호선 구간 |
| 고흥군립중앙도서관         | 지방도 제851호선 (흥양길)                                                                                    | 고흥군 | 고흥읍 | 지방도 제851호선 구간 |
| 고흥중학교                 | 신계학림길                                                                                                   | 고흥군 | 고흥읍 |                       |
| 한전앞 교차로              | | 고흥군 | 고흥읍 |                       |
| 남계 교차로                | 국도 제15호선 국도 제27호선 국도 제77호선 국가지원지방도 제15호선 (우주항공로)                               | 고흥군 | 고흥읍 |                       |
| (이름 없음)                | 송곡길 | 고흥군 | 고흥읍 |                       |
| 송곡육교                   | 동산마전길                                                                                                   | 고흥군 | 두원면 |                       |
| 지등 교차로                | 국도 제15호선 국도 제27호선 국도 제77호선 국가지원지방도 제15호선 (우주항공로)                               | 고흥군 | 두원면 |                       |
| 장항교                     | 중대길 | 고흥군 | 두원면 |                       |
| 운대 교차로                | 국도 제15호선 국도 제27호선 국도 제77호선 국가지원지방도 제15호선 (우주항공로) 지방도 제830호선 (두원운석길) | 고흥군 | 두원면 |                       |
| 두원교                     | | 고흥군 | 두원면 |                       |
| 신안 교차로                | 국도 제15호선 국도 제27호선 국도 제77호선 국가지원지방도 제15호선 (우주항공로) 신안용정길                    | 고흥군 | 점암면 |                       |
| 연봉 교차로                | 국도 제15호선 국도 제27호선 국도 제77호선 국가지원지방도 제15호선 (우주항공로) 지방도 제855호선 (해창로)     | 고흥군 | 점암면 |                       |
| 진교                       | | 고흥군 | 점암면 |                       |
| 과역면과역 교차로          | 여도진로 | 고흥군 | 점암면 |                       |
| 고흥과역중학교             | 무궁화길 | 고흥군 | 과역면 |                       |
| 팔영농협                   | 과역로 | 고흥군 | 과역면 |                       |
| (과역면사무소 입구)        | 송학큰길 | 고흥군 | 과역면 |                       |
| 과역 교차로                | 국도 제15호선 국도 제27호선 국도 제77호선 국가지원지방도 제15호선 (우주항공로)                               | 고흥군 | 과역면 |                       |
| 노송사거리                 | 송정옥천길                                                                                                   | 고흥군 | 남양면 |                       |
| 노송 교차로                | 국도 제15호선 국도 제27호선 국도 제77호선 국가지원지방도 제15호선 (우주항공로) 과역로                        | 고흥군 | 남양면 |                       |
| (노송)                     | 골안노송길                                                                                                   | 고흥군 | 남양면 |                       |
| (남양)                     | 남양로 남양희망길                                                                                            | 고흥군 | 남양면 |                       |
| 남양 교차로                | 국도 제15호선 국도 제27호선 국도 제77호선 국가지원지방도 제15호선 (우주항공로)                               | 고흥군 | 남양면 |                       |
| 탄포 교차로                | 국도 제15호선 국도 제27호선 국도 제77호선 국가지원지방도 제15호선 (우주항공로) 아평길 운교주곡길             | 고흥군 | 남양면 | 국도 제77호선 구간    |
| 탄포삼거리                 | 국도 제77호선 (봉두로)                                                                                       | 고흥군 | 남양면 | 국도 제77호선 구간    |
| 계매삼거리                 | 남양로 | 고흥군 | 동강면 |                       |
| 계매 교차로                | 국도 제15호선 국도 제27호선 국가지원지방도 제15호선 (우주항공로) 온동길                                      | 고흥군 | 동강면 |                       |
| 동강면유둔삼거리           | 동강중촌길                                                                                                   | 고흥군 | 동강면 |                       |
| (동강면사무소 입구)        | 서민호길 | 고흥군 | 동강면 |                       |
| (한성푸드)                 | 죽암로 | 고흥군 | 동강면 |                       |
| 매곡 교차로                | 국도 제15호선 국도 제27호선 국가지원지방도 제15호선 (우주항공로) 동강신정길                                  | 고흥군 | 동강면 |                       |
| 장덕 교차로                | 국도 제15호선 국도 제27호선 국가지원지방도 제15호선 (우주항공로)                                             | 고흥군 | 동강면 |                       |
| 고흥동강농공단지           | 청정식품단지길                                                                                               | 고흥군 | 동강면 |                       |
| 택촌삼거리                 | 오송로 | 고흥군 | 동강면 |                       |
| 한천 교차로                | 국도 제15호선 국도 제27호선 국가지원지방도 제15호선 (우주항공로)                                             | 고흥군 | 동강면 |                       |
| 고흥 나들목                | 10호선 남해고속도로                                                                                          | 고흥군 | 동강면 |                       |
| 채동선로와 직결            | |        |        |                       |

## 주요 건물 및 시설
- 도양초등학교 (폐교, 전라남도 고흥군 도양읍 고흥로 185)
- 바이오코프 (구 도양중학교, 전라남도 고흥군 도양읍 고흥로 235-7)
- 도덕우체국 (전라남도 고흥군 도덕면 고흥로 453)
- 도덕119지역대 (전라남도 고흥군 도덕면 고흥로 459)
- 도덕치안센터 (전라남도 고흥군 도덕면 고흥로 481)
- 도덕보건지소, 도덕면사무소 (전라남도 고흥군 도덕면 고흥로 499)
- 한동권역커뮤니티센터 (전라남도 고흥군 풍양면 고흥로 1066)
- 풍양농협 (전라남도 고흥군 풍양면 고흥로 1179)
- 풍양면민회관 (전라남도 고흥군 풍양면 고흥로 1182)
- 고흥소방서 (전라남도 고흥군 풍양면 고흥로 1330)
- 한국농어촌공사 고흥지사 (전라남도 고흥군 고흥읍 고흥로 1551)
- 고흥군선거관리위원회 (전라남도 고흥군 고흥읍 고흥로 1568)
- 고흥산업과학고등학교 (전라남도 고흥군 고흥읍 고흥로 1637-13)
- 고흥평생교육관 (전라남도 고흥군 고흥읍 고흥로 1647-13)
- 고흥군립중앙도서관 (전라남도 고흥군 고흥읍 고흥로 1793)
- 고흥중학교 (전라남도 고흥군 고흥읍 고흥로 1847)
- 고흥군민회관 (전라남도 고흥군 고흥읍 고흥로 1852-57)
- 이마트에브리데이 고흥점 (전라남도 고흥군 고흥읍 고흥로 1871)
- 한국전력공사 고흥지사 (전라남도 고흥군 고흥읍 고흥로 1887)
- 박지성공설운동장, 고흥문화회관 (전라남도 고흥군 고흥읍 고흥로 1892-67)
- 고흥종합병원 (전라남도 고흥군 고흥읍 고흥로 1935)
- 고흥군공립노인전문요양병원 (전라남도 고흥군 고흥읍 고흥로 1941)
- 고흥하나웨딩홀 (전라남도 고흥군 두원면 고흥로 2333)
- 두원농협 유자가공사업소 (전라남도 고흥군 두원면 고흥로 2418)
- 점암초등학교 신안분교 (전라남도 고흥군 점암면 고흥로 2620-13)
- 고흥과역중학교 (전라남도 고흥군 과역면 고흥로 2939-3)
- 과역우체국 (전라남도 고흥군 과역면 고흥로 2959)
- 과역파출소 (전라남도 고흥군 과역면 고흥로 2964)
- 팔영농협 (전라남도 고흥군 과역면 고흥로 2978)
- 과역면주민자치센터 (전라남도 고흥군 과역면 고흥로 3004)
- 과역거쳐가는작은도서관 (전라남도 고흥군 과역면 고흥로 3006)
- 고흥군유통 (전라남도 고흥군 과역면 고흥로 3137)
- 고흥만남의광장 (전라남도 고흥군 동강면 고흥로 4797)